# Porphyrinia trachycornis
Porphyrinia trachycornis là một loài bướm đêm trong họ Noctuidae.